# Unió de Comunitats Islàmiques d'Espanya
Unió de Comunitats Islàmiques d'Espanya (UCIDE) és una organització musulmana espanyola estructurada com a federació. Va ser creada el 1991 quan s'estructurà com a federació l'Associació Musulmana a Espanya.
El 1998 estava formada per 12 comunitats.